# Podglavica
Podglavica es una localidad de Croacia situada en el municipio de Rogoznica, en el condado de Šibenik-Knin. Según el censo de 2021, tiene una población de 252 habitantes.

## Demografía
| Gráfica de población de Podglavica 1857-2021                        |
|                                                                     |
| Según los censos de población de la Oficina de Estadísticas Croata. |